# Mamoru Hosoda
Mamoru Hosoda (japanska: 細田 守?, Hosoda Mamoru), född 19 september 1967 i Kamiichi, Toyama prefektur, är en japansk regissör av animerad film. Han har arbetat som animatör sedan tidigt 1990-tal och både arbetat med Digimon-filmer och deltagit i produktioner på Studio Ghibli.
Hosoda har på senare år blivit uppmärksammad för sina långfilmer Toki o kakeru shōjo, Summer Wars och Vargbarnen, som delvis animerats på studion Madhouse. 2015 års Bakemono no ko hade svensk biopremiär hösten 2016 under titeln Odjuret och hans lärling. 2018 kom Mirai no Mirai på japansk bio, med svensk biopremiär 2019 under titeln Miraï, min lillasyster, och 2021 års film hette Belle (internationell titel).

## Biografi

### Bakgrund, Toei och Ghibli
Hosoda utbildade sig vid konsthögskolan i Kanazawa, där han studerade oljemålning. Han inledde 1991 sin yrkesbana hos Toei Animation där han arbetade med flera stora TV-produktioner. 
År 2005 avslutades Hosodas samarbete med Toei. Då hade han också arbetat som tilltänkt regissör på Studio Ghibli-produktionen Det levande slottet. Hosoda hoppade av projektet efter samarbetssvårigheter med bland annat studions ledande namn Hayao Miyazaki. Han har senare uttryckt sina åsikter om hur Studio Ghiblis dominerande ställning inverkat negativt på produktionen av långfilmsanime.
Trots det ångrar Hosoda inte sin tid på Studio Ghibli, och han har ansett att hans kommande filmer drog nytta av vad han lärde sig om hur man förmedlar ett budskap till publiken:
| ”                     | Medan jag arbetade på Toei, hade jag en tonårings mentalitet: Jag ville visa fram komplicerade saker, som samtidigt var riktigt mörka och snygga. Under arbetet med Det levande slottet, insåg jag att enkelhet och tydlighet var ett mer effektivt sätt att förmedla ett budskap. Även om de ser bättre ut, kan saker som är komplicerade inte nå publiken lika lätt som enkla saker. | „ |
| – Mamoru Hosoda, 2010 | |   |

### Madhouse
Åren 2005–2011 arbetade Hosoda för Madhouse, och därefter startade han sitt eget produktionsbolag Studio Chizu.
Mamoru Hosoda slog igenom stort med sin långfilm Toki o kakeru shōjo ("Flickan som hoppade genom tiden", 2006), som bygger på en modern japansk romanklassiker. Filmen tilldelades Japanska filmakademins pris för Årets animerade film och föranledde jämförelser med Hayao Miyazaki.

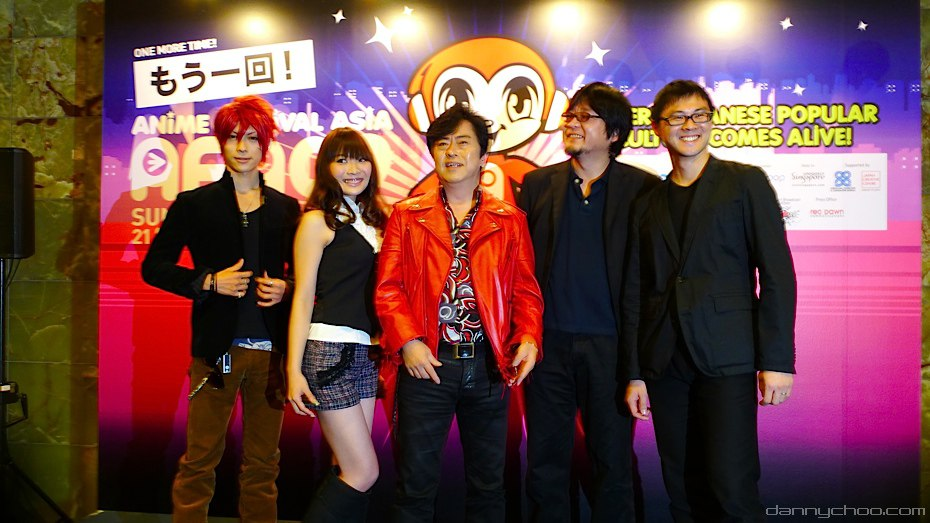
Mamoru Hosoda (näst längst till höger) vid 2009 års konvent Anime Festival Asia i Singapore. Då var Hosoda aktuell med Summer Wars.

Hosodas två följande långfilmer är egna originalberättelser och tilldelades även de Japanska filmakademins pris i samma kategori. Summer Wars ("Sommarkrig", 2009) är en blandning av uppväxtskildring och cyber-thriller. Vargbarnen (2012) handlar om en kvinnlig student som blir förälskad i en varulv och får två barn med honom.

### Vargbarnen, Odjuret och hans lärling
Mars 2013 besökte Hosoda New York och stadens stora barnfilmsfestival där hans Vargbarnen hade uppmärksammade visningar. Där förklarade han att Vargbarnen var den enda av 2012 års animelångfilmer som var gjord efter en originalhistoria och att filmens lilla stad vid bergen baserades på Kamiichi, där Hosoda själv växte upp. Vargbarnen kom att bli Hosodas dittills kommersiellt mest framgångsrika film.
December 2014 meddelade distributören Tōhō att Hosoda arbetar på en ny långfilm, med planerad premiär 11 juli 2015. Filmen, som gavs titeln Bakemono no ko, är baserad på en originalhistoria av Hosoda. Handlingen är förlagd både till verklighetens Shibuya och till "Jutengai", en odjurens värld som en människopojke en dag råkar hamna i. Där möter pojken den björnlike svärdskämpen Kumatetsu.
Filmprojektet påbörjades september 2012, och animationsarbetet inleddes maj 2013. Masakatsu Takagi, som gjorde musiken till Vargbarnen, kom att stå för filmmusiken även här. Franska filmbolaget Gaumont hanterade den internationella distributionen utanför Asien för filmen som var Japans nästa största inhemska biosuccé under 2015. Därefter vann filmen Nippon Academy-shō-priset som Bästa animerade film.

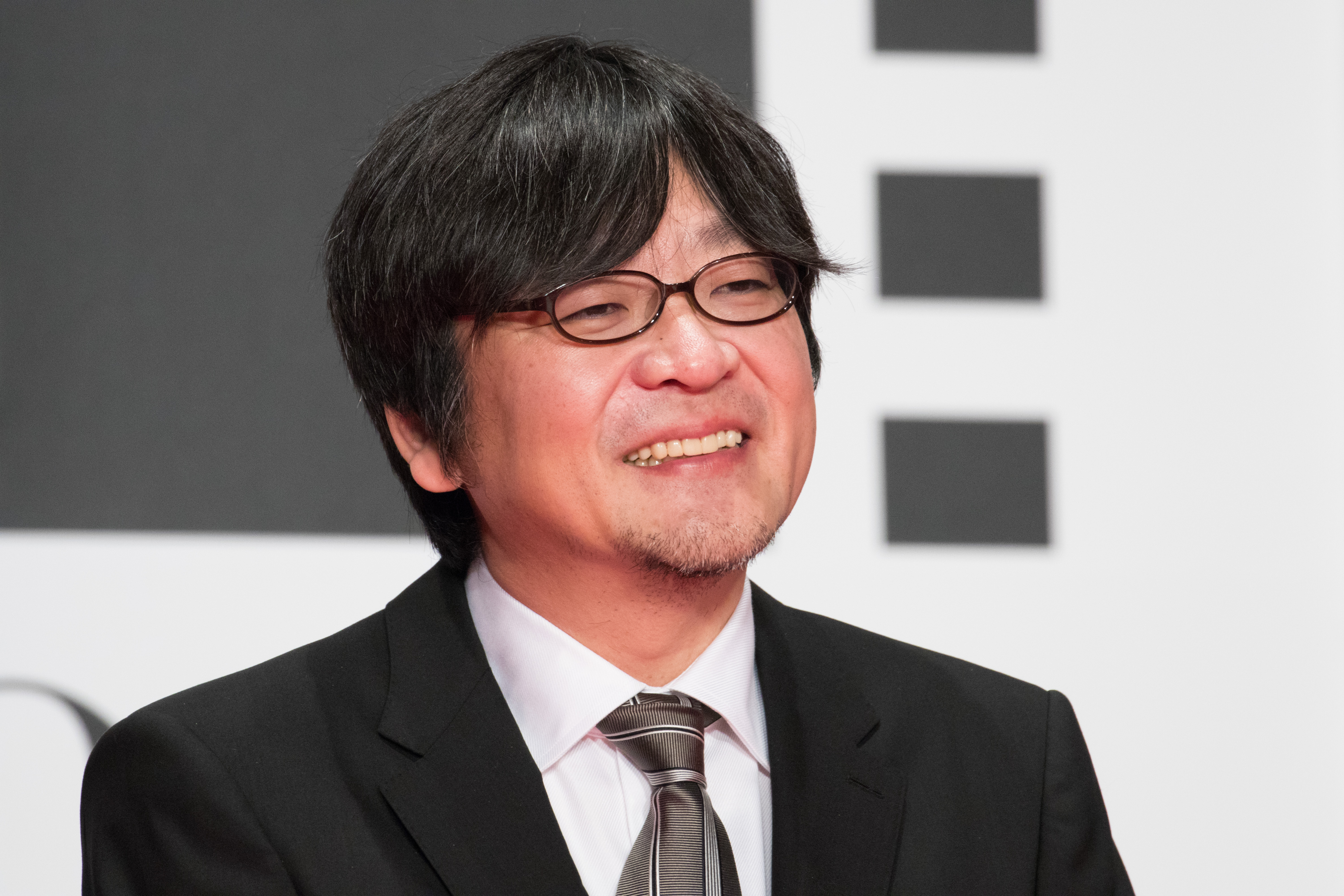
Mamoru Hosoda 2016, vid presentationen av "The World of Mamory Hosoda" på Tokyo International Film Festival.

Efter framgångarna i Japan fick filmen även en stor internationell spridning, inklusive biodistribution i Sverige – som första Hosodafilm. 21 oktober 2015 hade filmen svensk biopremiär, under titeln Odjuret och hans lärling.

### Miraï, min lillasyster
20 juli 2018 hade Hosodas film Mirai no Mirai japansk biopremiär. Filmen kretsar kring en fyraårig pojke som möter sin yngre syster i en äldre version från framtiden. Pojken, Kun-chan, är bortskämd och blir avundsjuk på den nyfödda lillasystern som han tycker stjäl föräldrarnas uppmärksamhet från honom. Situationen kompliceras när han en dag får möta systern i en framtida, äldre version. Filmens titel betyder 'Mirai från framtiden', eftersom systern fått namnet Mirai med betydelsen 'framtid'.
Den nya filmen har temat 'syskon', efter tidigare filmers respektive kärnämnen 'ungdom' (Toki o kakeru shōjo), 'släkt' (Summer Wars) och 'mödraskap' (Vargbarnen) och 'faderskap' (Odjuret och hans lärling). Filmen är inspirerad av Hosodas egna erfarenheter som förälder (hans egen dotter heter Mirai) och menar att den nya filmen med sitt mänskliga drama ligger närmare Toki o kakeru shōjo och Vargbarnen än de mer action-orienterade berättelserna i Summer Wars och Odjuret och hans lärling. Hosoda skrev själv filmmanuset, dock med inhämtande av råd och idéer från filmens producenter.
Filmen har distribuerats på engelska under titeln Mirai, medan svensk distribution skedde under titeln Miraï, min lillasyster. Den "franska" stavningen med ï markerades i filmaffischeringen med trema-prickarna stiliserade som två blad.

### Belle och Scarlet
Efter två års arbete – mestadels under covid-19-pandemin – hade filmen Belle japansk premiär 16 juli 2021. Den premiärvisades dagen innan på 2021 års senarelagda Cannes-festival, där regissören Hosoda närvarade och efter filmen fick motta en stående applåd. Filmen är en variant på historien om Skönheten och odjuret, överförd till en modern kontext och med inspiration från Hosodas tidigare fantasy-film Summer Wars.
Filmen blev 2021 års tredje mest framgångsrika japanska biofilm. Den nominerades till 2021 års Nippon Academy-shō.
Efter drygt fyra års väntan förväntas Hosoda återkomma på bioduken i japan sent 2025. Det görs med Hateshi naki Scarlet (även känd som Scarlet), en film om en stark prinsessa som korsar både tid och rum. Hosoda har sagt animationskänslan ska lämna den traditionella 2D-stilen inom anime, och att filmen kommer att ha både action och romantik.

### Familj
24 september 2012 blev Mamoru Hosoda far för första gången. Hans sons upplevelser av att tre år senare bli storebror bildar bakgrund till berättelsen i Miraï, min lillasyster.

## Inspiration och betydelse
Mamoru Hosoda har nämnt Gegege no Kitaro, Shōjo kakumei Utena, Rurōni Kenshin, Galaxy Express och Slottet i Cagliostro som favoriter och inspirationskällor inom anime. Hans egna favoritregissörer är Shinji Somai, Wim Wenders, Woody Allen, Victor Erice, Gisaburo Sugii, Edward Yang och Hayao Miyazaki.
Själv jämförs Hosoda ofta med sin äldre kollega Miyazaki och ses av vissa som en av dennes efterträdare. Han har arbetat på Studio Ghibli, regisserat filmer hos Madhouse (som producerat många filmer för eller i samma stil som Studio Ghibli) och stått för fyra av senare års mest uppmärksammande japanska animerade filmer. Inspirationen till att inkludera så många starka eller centrala kvinnliga rollfigurer i sina filmer kommer enligt honom själv från hans hustru.

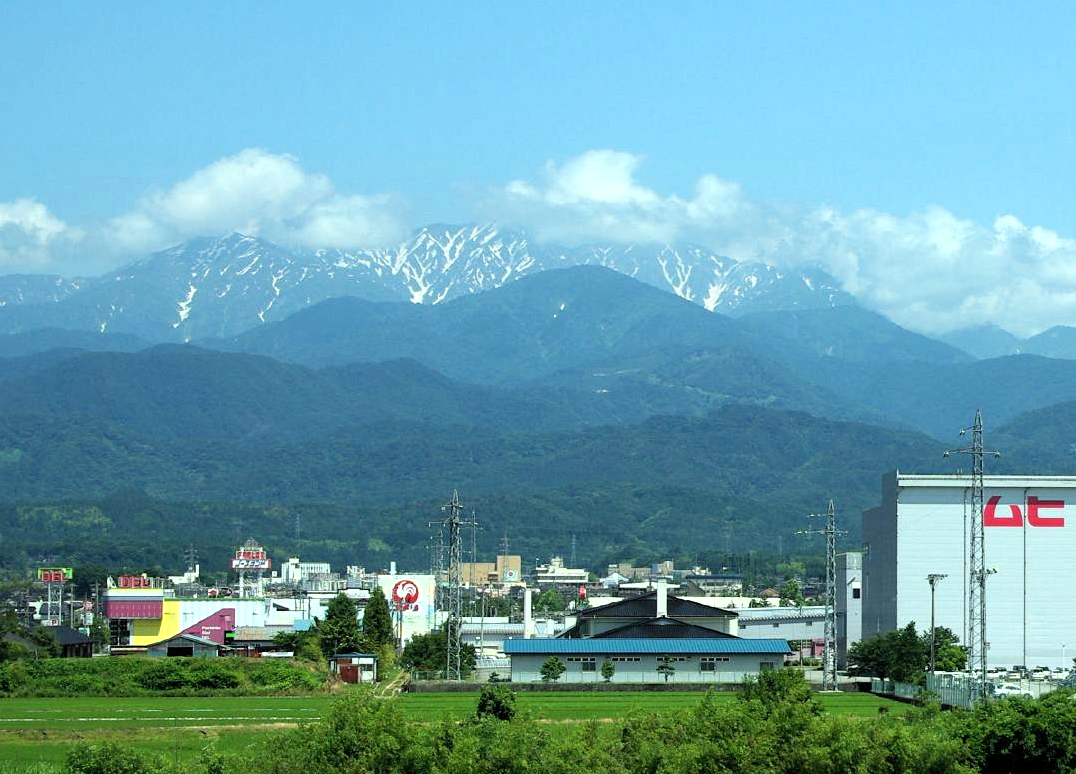
Vy över staden Kamiichi och Japanska alperna (med toppar uppemot 3 000 meter) i fjärran. Hosoda, som är född i den lilla staden, använde omgivningarna som miljö till sin film Vargbarnen.

## Filmografi

### Som regissör
- 1999 – Digimon Adventure (TV; avsnitt 21)
- Digimon: The Movie (segmenten 8 år tidigare och Digimon Adventure: Our War Game)
- 2002 – Ojamajo Doremi (TV; avsnitt 40)
- 2003 – Superflat Monogram (kortfilm; medverkan av Takashi Murakami)
- 2003 – Ashita no Nadja (TV; avsnitt 5, 12, 26)
- 2004 – One Piece (TV; avsnitt 199)
- 2005 – Omatsuri danshaku to himitsu no shima
- 2006 – Toki o kakeru shōjo
- 2009 – Summer Wars
- 2012 – Ōkami Kodomo no Ame to Yuki (Vargbarnen)
- 2015 – Bakemono no ko (Odjuret och hans lärling)
- 2018 – Mirai no Mirai (Miraï, min lillasyster)
- 2021 – Belle: Ryū to sobakasu no hime (Belle)

### Övrig medverkan
- 1991–1992 – Magical Tarurūto-kun (TV, intervalltecknare)
- 1993 – Crying Freeman (OVA; nyckelanimatör till avsnitt 5)
- 1993 – Kamen Rider SD (OVA; nyckelanimatör
- 1993 – Tōi umi kara kita Coo (animationsassistent)
- 1993 – Dragon Ball Z (TV; nyckelanimatör till avsnitt 173)
- 1993 – Dragon Ball Z – film 8 (nyckelanimatör)
- 1994–1995 – Slam Dunk (TV; nyckelanimatör till avsnitt 28,70)
- 1994 – Yu Yu Hakusho – film 1 (nyckelanimatör)
- 1994 – Dragon Ball Z – film 10 (nyckelanimatör)
- 1995 – Gokinjo monogatari (TV; nyckelanimatör till avsnitt 1, 7)
- 1995–1996 Jūni senshi bakuretsu Eto Ranger (TV; episodregissör till avsnitt 27,33,37)
- 1996 – Sailor Moon (TV; nyckelanimatör till avsnitt 173)
- 1996 – Dragon Ball Z – film 17 (nyckelanimatör)
- 1996 – Gegege no Kitaro – film 1 (nyckelanimatör)
- 1996–1997 – Rurōni Kenshin (TV; episodregissör till avsnitt 8,18,24,29,40,43)
- 1997 – Shōjo kakumei Utena (TV; manus till avsnitt 29; bildmanus till avsnitt 7,14,20,23,29,33,39; nyckelanimatör till avsnitt 7,18,23)
- 1997 – Gegege no Kitaro (TV; bildmanus till avsnitt 94,105,113)
- 1998 – Ginga Tetsudō 999 – Eternal Fantasy (nyckelanimatör)
- 1998 – Himitsu no Akko-chan (TV; bildmanus till avsnitt 6,14,20,30)
- 1999 – Tenshi ni Narumon (TV; bildmanus till avsnitt 20,22)
- 1999 – Digimon Adventure (TV, bildmanus till asnitt 21)
- 2002 – Ojamajo Doremi (TV; bildmanus till avsnitt 40,49)
- 2003 – Ashita no Nadja (TV; bildmanus till avsnitt 5,12,26; för- och eftertexter till avsnitt 26)
- 2004 – One Piece (TV; bildmanus till avsnitt 199)